# Astralium milloni
Astralium milloni is een slakkensoort uit de familie van de Turbinidae. De wetenschappelijke naam van de soort is voor het eerst geldig gepubliceerd in 1973 door B. Salvat, F. Salvat & Richard.